# Одвертий лист В. Винниченка до М. Горького
Одвертий лист В. Винниченка до М. Горького — лист Володимира Винниченка, що був реакцією на відмову Максима Горького дати дозвіл на переклад українською його повісті «Мати», та на зміст його листа з цього приводу до О. Слісаренка від 7 травня 1926 року.

## Історія конфлікту
Видавництво «Книгоспілка» вирішило видати українською мовою повість М. Горького «Мати» для молоді, зі скороченнями. У зв'язку з цим, головний редактор видавництва, письменник Олекса Слісаренко, звернувся із листом до автора твору.
Фрагмент листа-відповіді М. Горького був надрукований у журналі «Вапліте»:
|                   | Мнѣ кажется, что и перевод этой повѣсти на украинское нарѣчие тоже не нужен. Меня очень удивляет тот факт, что люди, ставя перед собой одну и ту же цѣль, не только утверждают различие нарѣчий — стремятся сдѣлать нарѣчие языком, но еще и угнѣтают тѣх великороссов, которые очутились меншинством в области данного нарѣчия. |
| — А. Пѣшков, 1926 | |

Микола Хвильовий вказував, що лист «не потребує коментарів: він сам за себе говорить.<…> Навіть в авторові «Буревестника», навіть в цій людині, що, очевидно, хоче грати роль «совести земли русской», навіть в ньому сидить великодержавник, проповідник російського месіанізму й «собиратель земли русской» для земли русской, але у всякому разі не для комунізму» .
Як зазначав свідок тих подій Петро Панч, лист «викликав у більшості справедливе обурення» .
До Володимира Винниченка спочатку дійшла інформація про лист М. Горького до російських письменників, що був опублікований у «білогвардійській пресі», де М. Горький писав, «що знаходяться дурні та злочинні люди, які в'явили собі ніби українське «нарєчіє» є справжня мова і на цій підставі переслідують руську мову, руську культуру та руських людей на Україні». В. Винниченко «не надав йому віри», оскільки зміст «того листа був такий... наївний, кумедний і образливий для» М. Горького .
До написання ж «Одвертого листа…» В. Винниченка через кілька місяців спонукала розповідь членів родини М. Грушевського, що отримали телеграму доньки М. Грушевського Катерини, в якій йшлося про лист М. Горького і «про шовіністично-імперіялістичні позиції Горького в українському питанні», як зазначив В. Винниченко 31 травня 1928 року у щоденнику. Розповідь надзвичайно схвилювала В. Винниченка. «Отже, можна писати йому «привітання»»,— вирішив Володимир Винниченко . 23 червня він записав у щоденнику: «Цілий день писання «Одвертого листа до М. Горького» .
Лист В. Винниченка був надрукований 19 липня 1928 року у тижневику «Українські вісті», що його видавав у Парижі Ілько Борщак .
Врешті-решт на початку 1928 року харківське державне видавництво «Пролетарій» видало повість «Мати» українською в перекладі Олекси Варавви . Примірник книги було надіслано М. Горькому, що перебував на той час в Італії. Він надіслав вдячного листа перекладачеві і попрохав відправити примірник книги до обласного музею у Нижній Новгород.[джерело?]